# Resolució 196 del Consell de Seguretat de les Nacions Unides
La Resolució 196 del Consell de Seguretat de les Nacions Unides, aprovada per unanimitat el 30 d'octubre de 1964, després d'examinar la proposta de Malta per a ser membre de les Nacions Unides, el Consell va recomanar a l'Assemblea general que Malta fos admesa.